# Pleogynopteryx amurensis
Pleogynopteryx amurensis är en fjärilsart som beskrevs av Eugen Wehrli 1929. Pleogynopteryx amurensis ingår i släktet Pleogynopteryx och familjen mätare. Inga underarter finns listade i Catalogue of Life.